# Claude Bourgelat
Claude Bourgelat (Lione, 27 marzo 1712 – 3 gennaio 1779) è stato un chirurgo e veterinario francese. 
Fu il fondatore dei collegi veterinari a Lione e un'autorità in materia di cura dei cavalli, tanto da essere considerato il padre della medicina veterinaria equina in Francia.

## Biografia
Bourgelat nacque a Lione il 27 marzo 1712. Figlio di Pierre Bourgelat, funzionario del governo dal 1707, perde entrambi i genitori ancora bambino.
Nel 1761 scrive il trattato Éléments de l'art vétérinaire, opera fondatrice di una vera medicina veterinaria scientifica.
Nello stesso anno fonda la Scuola Nazionale Veterinaria di Lione, di cui diventa direttore, seguita nel 1765 dalla fondazione della Scuola Veterinaria di Maisons-Alfort.
Fu membro dell'Accademia Francese delle Scienze e l'Accademia Prussiana delle Scienze.
Bourgelat contribuì inoltre all'Encyclopédie di Diderot e d'Alambert, scrivendo numerose voci riguardanti i cavalli e la medicina veterinaria.

## Opere
- Traité de la cavalerie (1747)
- Éléments d'hippiatrique, ou nouveaux principes, etc. (1750-1753, 3 volumi)
- Éléments de l'art vétérinaire (1761)
- Matière médicale raisonnée, etc. (1765)
- Anatomie comparée du cheval, du bœuf et du mouton (1766)
- Traité de la conformation extérieure du cheval, de sa beauté et de ses défauts (1769)
- Mémoire sur les maladies contagieuses du bétail (1775)
- Règlement sur les écoles vétérinaires de France (1777)